# Amphiliidae
Amphiliidae är en familj av fiskar som ingår i ordningen malartade fiskar (Siluriformes). Enligt Catalogue of Life omfattar familjen Amphiliidae 86 arter. 
Arterna förekommer i Afrika i sötvatten. De blir vanligen upp till 12 cm långa och några medlemmar når en längd av 18 cm. Vid munnen finns tre par skäggtöm. Ryggfenan och analfenan är vid kroppen smala och de blir sedan bredare. Endast medlemmar av släktet Trachyglanis har en taggstråle i ryggfenan. De flesta exemplar lever i vattendrag i bergstrakter.
Det vetenskapliga släktnamnet för typsläktet Amphilius är sammansatt av gammalgrekiska amphi (på båda sidor) och lepis (fjäll).

## Bildgalleri

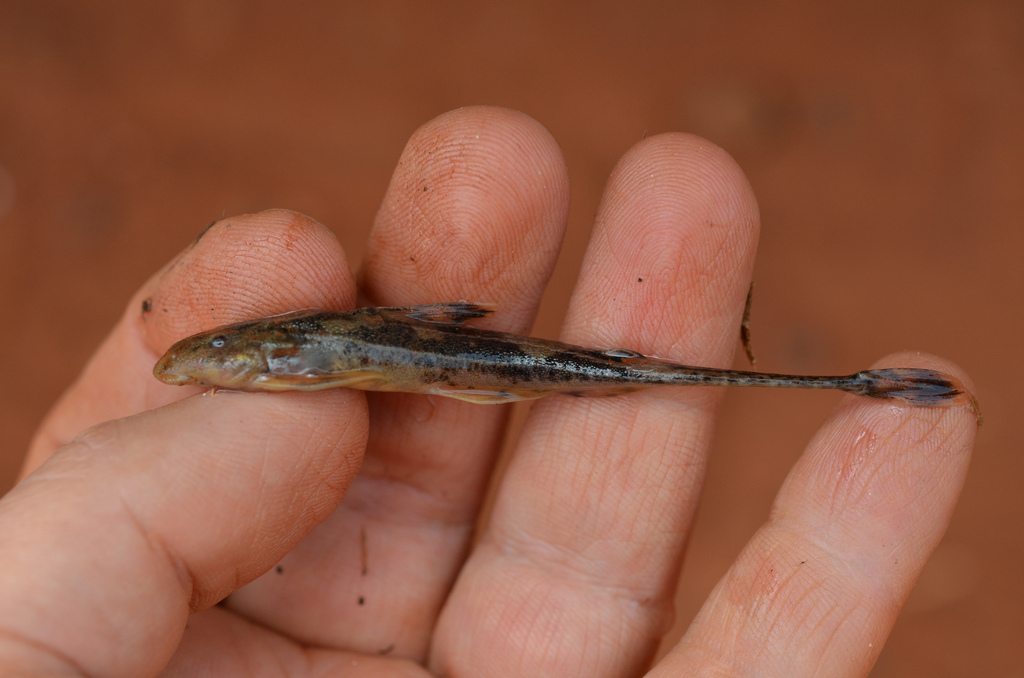

## Taxonomi
Släkten enligt Catalogue of Life:
- Amphilius
- Andersonia
- Belonoglanis
- Dolichamphilius
- Doumea
- Leptoglanis
- Paramphilius
- Phractura
- Psammphiletria
- Tetracamphilius
- Trachyglanis
- Zaireichthys